# 1777 en musique classique
| \| • Retour à la chronologie générale de la musique classique • \| |
| Grèce • Rome • Haut Moyen Âge • VIIIe siècle • IXe siècle • Xe siècle • XIe siècle XIIe siècle • XIIIe siècle • XIVe siècle • XVe siècle • XVIe siècle • XVIIe siècle XVIIIe siècle • XIXe siècle • XXe siècle • XXIe siècle |
| • Retour à la chronologie générale de la musique classique • |

| Années en musique classique : 1774 - 1775 - 1776 - 1777 - 1778 - 1779 - 1780    |
| Décennies en musique classique : 1740 - 1750 - 1760 - 1770 - 1780 - 1790 - 1800 |

## Événements
- 19 juin : L'opéra ballade Polly de Johann Christoph Pepusch est donné à Londres.
- 19 juillet : Ernestine, opéra-comique de Laclos.
- 3 août : Création de l'opéra Le monde de la lune de Joseph Haydn à Eisenstadt.
- 23 septembre : Création d'Armide, tragédie lyrique de Christoph Willibald Gluck à l'Académie royale de musique à Paris.
- 10 novembre : Félix ou l’enfant trouvé, opéra-comique de Monsigny.
- Sébastien Érard construit son premier pianoforte et crée sa propre fabrique de pianos.
- Wolfgang Amadeus Mozart : 9e concerto pour piano "Jeunehomme".
- Johann Christian Bach : 6 concertos pour piano op.13.
- Il curioso indiscreto, dramma giocoso de Pasquale Anfossi, créé au Teatro delle Dame à Rome.
- Johann Philipp Kirnberger publie le deuxième volume de la deuxième partie de L'Art de l'écriture pure en musique.
- Jean-François Marmontel publie son Essai sur les révolutions de la musique en France dans lequel il déclare la supériorité de la musique de Piccinni sur celle de Gluck[1]

## Naissances

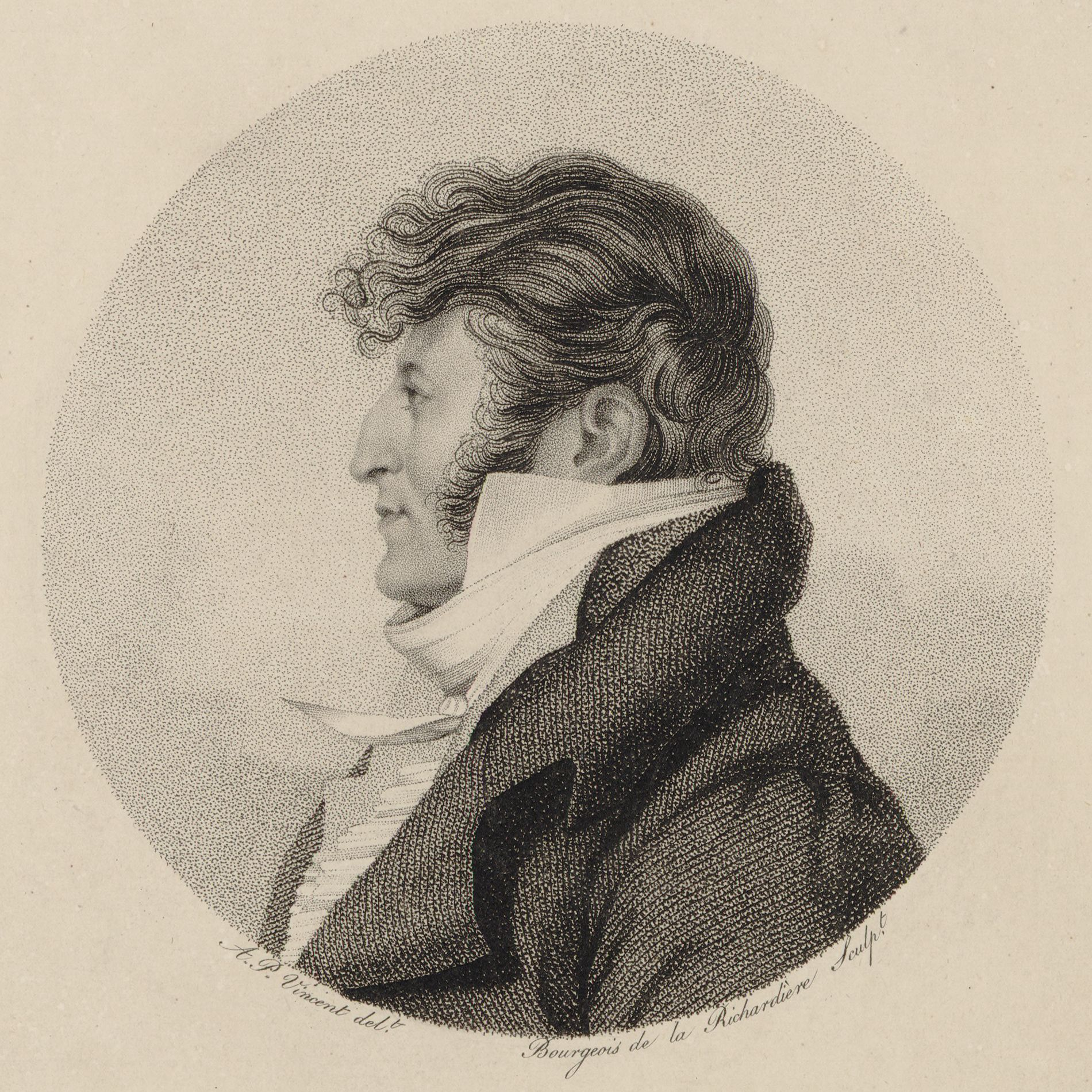
Charles-Frédéric Kreubé

- 8 avril : Ludwig Berger, compositeur et pianiste allemand († 16 février 1839).
- 4 mai : Charles-Louis-Joseph Hanssens, violoniste, compositeur, chef d'orchestre et directeur de théâtre belge († 6 mai 1852).
- 7 septembre : Heinrich Stölzel, facteur d'instruments à vent allemand († 16 février 1844).
- 5 novembre : Charles-Frédéric Kreubé, compositeur français († 3 mai 1846).
- ? : Michel Moysard, clarinettiste français († 24 juin 1824).

Date indéterminée
- Friedrich Blühmel, corniste et facteur d'instruments allemand († 1845).

## Décès

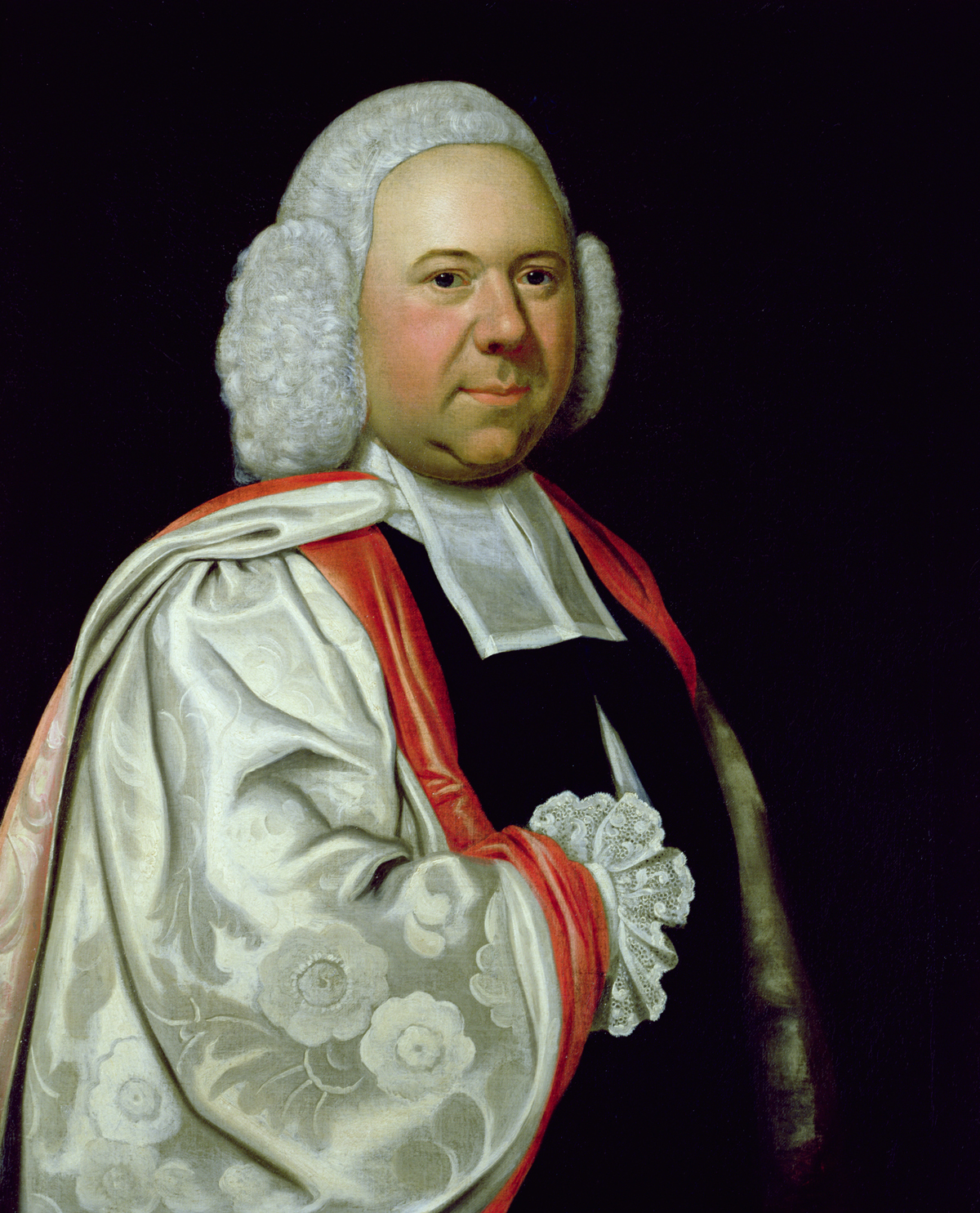
William Hayes

- 22 janvier : Simon Le Duc, violoniste et compositeur français (° 15 janvier 1742).
- 7 février : Jean-François Rameau, organiste et compositeur français (° 30 janvier 1716).
- 1er mars : Georg Christoph Wagenseil, compositeur autrichien (° 29 janvier 1715).
- 2 avril : Maksim Berezovsky, compositeur, chef d'orchestre, chanteur d'opéra et violoniste ukrainien (° 27 octobre 1745).
- 12 juillet : Filippo Manfredi, compositeur et violoniste italien (° 8 mars 1731).
- 27 juillet : William Hayes, compositeur, organiste, chanteur et chef d'orchestre anglais (° 26 janvier 1708).
- 17 août : Giuseppe Scarlatti, compositeur italien (° 18 juin 1723).
- 13 octobre : Dismas Hataš, violoniste et compositeur tchèque (° 1er décembre 1724).
- 23 décembre : Anton Cajetan Adlgasser, organiste et compositeur allemand  (° 1er octobre 1729).

Date indéterminée
- Marco Coltellini, librettiste d'opéra (° 1719).
- Ernst Eichner, bassoniste et compositeur allemand (° 15 février 1740).